# Moravice
Moravice (deutsch. Morawitz) ist eine Gemeinde in Tschechien. Sie liegt zehn Kilometer nordwestlich von Vítkov und gehört zum Okres Opava.

## Geographie
Moravice befindet sich im Niederen Gesenk. Das Dorf liegt linksseitig über dem Tal der Moravice auf dem Hügel Hůrka (566 m). Nachbarorte sind Lhotka u Litultovic im Norden, Dolní Životice und Mikolajice im Nordosten, Lipina und Melč im Osten, Radkov und Nové Zálužné im Südosten, Mokřinky, Moravický Mlýn und Jánské Koupele im Süden, Kružberk und Staré Lublice im Südwesten, Nové Lublice im Westen sowie Deštné im Nordwesten.

## Geschichte
Moravice wurde 1283 erstmals erwähnt und war Stammsitz des Vladikengeschlechts Morawitzky. Nach dem Kauf der Burg Vikštejn durch Budivoj von Morawitz im Jahre 1461 nannte sich das Geschlecht von Morawitz und Wiegstein. Nachdem Budivoj von Morawitz Georg von Podiebrad die Anerkennung als neuer König verweigerte, fiel er in Ungnade und wurde zum Verlust von Hals und Herrschaft verurteilt. 1464 floh von Morawitz und Wiegstein nach Polen. Anschließend wurden seine Güter aufgeteilt. 1493 kaufte Jan Dlouhý von Roudnice Moravice zusammen mit den Dörfern Krahulí und Hidová, er legte sich daraufhin das Prädikat Morawitzky von Raudnitz zu. Gegen Ende des 15. Jahrhunderts bekam Jan Pivec von Hratschein und Klimstein von Wiktoria von Opawa die Ortschaft Moravice, welche er später seiner Schwester Edena überschrieb. 1560 kam Moravice an die Grafen von Würben, nach der Schlacht am Weißen Berg wurden die konfiszierten Güter an den regierenden Fürsten von Liechtenstein verkauft.
1922 erfolgte die Elektrifizierung der Gemeinde unter Einfluss des Grafen Razumovsky aus Meltsch. 1924 wurde ein Kriegerdenkmal für die Gefallenen des Ersten Weltkriegs erstellt und eingeweiht. Am 5. Mai 1945 wurde Morawitz von der Roten Armee eingenommen. Zwischen November 1945 und Juli 1946 wurden fast alle deutschen Bewohner des Ortes in Zügen nach Bayern ausgesiedelt. Im Jahre 1979 wurde Moravice nach Melč eingemeindet, seit 1990 besteht die Gemeinde wieder.

## Sehenswürdigkeiten

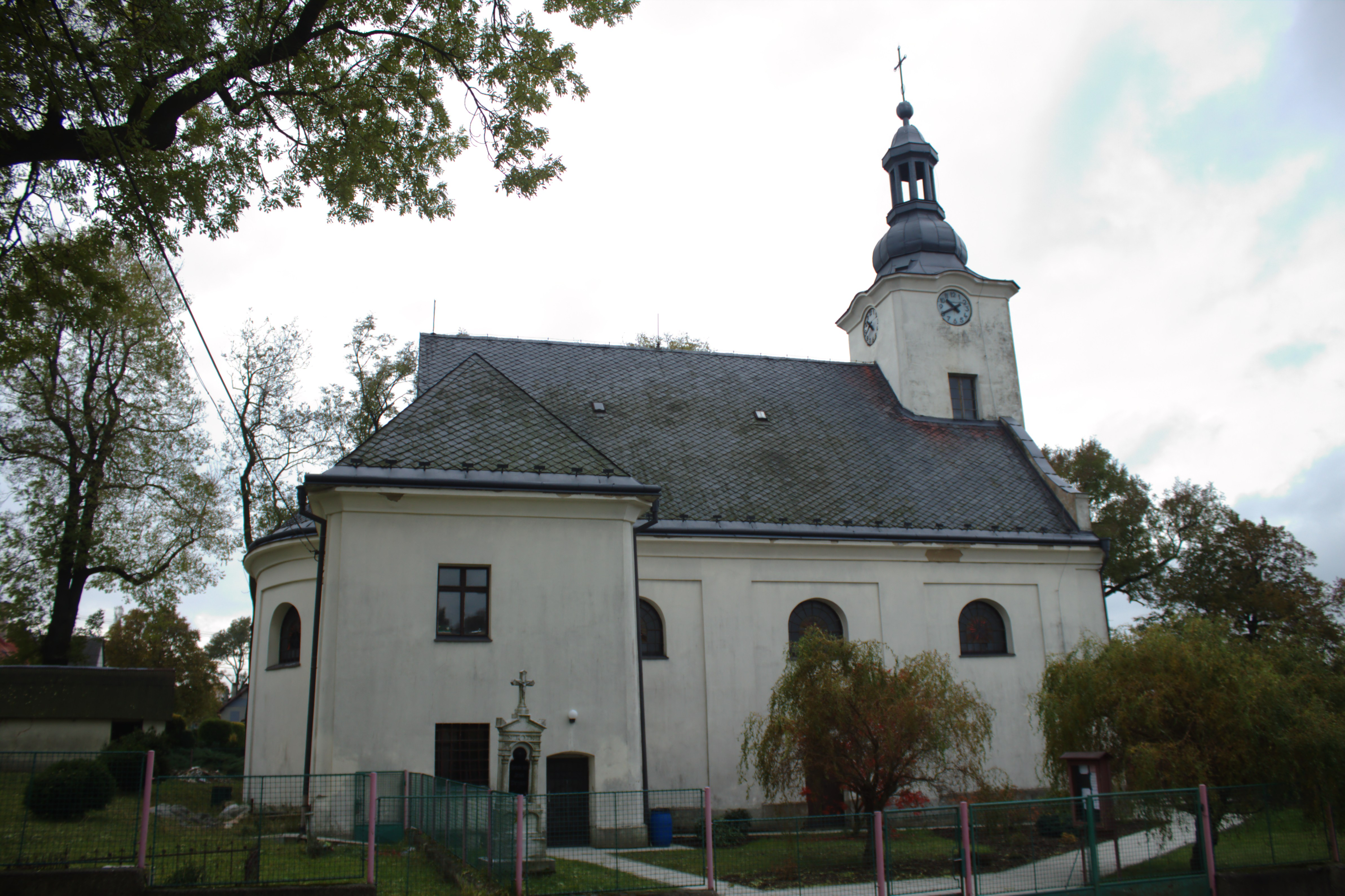
Kirche St. Philipp und Jakob

- Die katholische Kirche in Moravice trägt das Doppelpatronat Philipp und Jakob. Sie entstand 1755. 1779 wurde in Moravice, nach Auflösung der alten Gemeinde in den Wirren des Hexenwahns im 17. Jahrhundert dieser Gegend, wieder Kaplanei. 1859 wurde sie zur eigenen Pfarrei erhoben. 1806 erhielt die Gemeinde ihre erste Orgel. 1954 brannte die Kirche aus, nach der Wiederherstellung wurde sie 1958 wieder geweiht. In den Jahren 1986 und 1996 erfolgten Rekonstruktionsarbeiten.
- Denkmal für die Opfer des Ersten Weltkrieges, geschaffen 1922 von Josef Obeth
- Vogtei, errichtet in der ersten Hälfte des 19. Jahrhunderts im Empirestil